# الأزمة (رواية جون كليري)
رواية الأزمة (بالإنجليزية: Dilemma)‏ هي رواية للكاتب الأسترالي جون كليري، والكتاب السادس عشر الذي يضم محقق سيدني سكوبي مالون، ويتضمن تحقيقاته في جريمة قتل واختطاف في بلدة والديه. نشرت عام 1999.